# Strada costiera romana Bordeaux Dax
La strada costiera romana (conosciuta come "Camin arriaou" o "Luouade" in Guascone ) è una strada romana che collegava Bordeaux a Dax attraverso la zona costiera Pays de Born. Costituisce il tratto di Landes della strada romana Bordeaux-Astorga.

## Presentazione
Questo antico asse di comunicazione oggi è scomparso ed è stato identificato grazie a dei rilievi aerei e a terra, ma soprattutto grazie ad un antico testo (scritto nel III secolo d.C.), l'Itinerarium Antonini.
Le fotografie aeree del dipartimento delle Landes permettono di individuarne la collocazione, le anomalie di colore che rendono visibile la strada, soprattutto in alcune separazioni nette, dove si può vedere il suo andamento rettilineo. Il rilievo a terra mostra che la strada, in questa sezione, si trova su una zona sopraelevata, di una larghezza approssimativa di 20 metri. È inoltre caratterizzata da un terrapieno curvilineo e da due fossati laterali spesso interrati e appena visibili.

## Storia
Una rete di sentieri esisteva già durante la Protostoria, come quella che collegava i paesini del bacino di Arcachon a sud di Pays de Born. I conquistatori romani trasformarono questi sentieri, rendendoli grandi assi di comunicazione.
I dati precedenti alle conquiste romane su questi sentieri sono limitati. Come spesso avveniva, questi percorsi primitivi di origine protostorica evitavano accuratamente le zone paludose e i corsi d'acqua. Un primo insieme di sentieri si formò per motivi economici, come la transumanza e il commercio in particolare.
In seguito, durante la conquista romana, una delle preoccupazioni del conquistatore fu quella di dotare i nuovi territori di una rete viaria coerente e praticabile per consentire alle legioni di viaggiare velocemente verso le regioni più remote e per facilitare il proprio spostamento e quello delle merci.

## Percorso
Il camin arriaou si articola sui camin bougés a La Mothe, roccaforte storica del Pays de Buch.
Il sentiero attraversa il fiume Eyre e poi devia verso sud-ovest in linea retta verso Sanguinet, dove si trovava l'antica Losa dell'Itinerarium Antonini.
Inoltre la strada devia in direzione di Biscarrosse, che costeggia ad est, prima di disperdersi nel lago di Biscarrosse e Parentis. Oggi è infatti sommersa dal ritiro dei laghi costieri, respinti dal cordone dunale.
Una nuova deviazione dirige il percorso in direzione dell'antica stazione di Segosa, situata nell'attuale comune di Saint-Paul-en-Born.
Il sentiero congiunge infine Mosconum, poi Civitas Aquensium (Dax).

## Ricerca
Un programma internazionale chiamato De Hispania in Aquitaniam: itinerari e cammini della Spagna e dell'Aquitania sotto l'Impero Romano è diretto dal Centro Ausonio dell'Università di Bordeaux.